# Фернандес-Гуэрра, Аурелиано
Аурелиа́но Ферна́ндес-Ге́рра-и-О́рбе (исп. Aureliano Fernández-Guerra y Orbe; 1816, Гранада — 7 сентября 1894, Мадрид) — испанский писатель

, поэт, драматург, историк, археолог, педагог, профессор Мадридского университета Комплутенсе. Академик, член Королевской академии испанского языка и Королевской академии истории (с 1856), член-корреспондент Прусской академии наук (с 1861).

## Биография
Родился в богатой семье. Изучал философию и право, преподавал историю и литературу в Гранаде. Через несколько лет получил кафедру иностранной литературы в Мадридском университете. Одновременно с преподаванием занимал ответственные посты в Министерстве юстиции и Министерстве культуры Испании. В 1857 был принят в Королевской академии испанского языка, позже избран её пожизненным секретарём.
А. Фернандес-Гуэрра — один из самых плодовитых писателей Испании. Как лирик, историк и драматург, а также литературный критик, внёс значительный вклад в развитие литературы Испании. Его произведения характеризуются красивым сочным языком, драматической живостью и образностью. Среди его лирических стихов «Оды и романсы» (1842—1868).
Его достижения в области истории литературы также имеют большую ценность. Самой известной в научном мире его работой является издание критических работ о творчестве Франсиско де Кеведо (Мадрид, 1852—1859) с биографией поэта и пояснительными примечаниями.

## Избранные публикации
Проза и исторические работы
- «La hija de Cervantes»
- «Sobre la conjuracion de Venecia en 1618» (Мадрид, 1856)
- «La vida y las obras de F. de la Torre» (Мадрид, 1857)
- «Itinerarios de la España romana» (1862)
- «Historia de la orden de Calatrava» (1864)
- «Mundo Pompeyano» (1866)
- «El rey Don Pedro de Castilla» (1868)
- «El fuero de Avilés» (1870)
- «Don Rodrigo y la Cava» (1877, 2 т., 1883)
- «Cantabria» (1878)
- «Deitania» (1879)
- «Cervantes esclavo y cantor del Sacramento» (1882)
- Las ciudades Bastetanas de Asso y Argos. (Мадрид, 1887)
- Nuevas inscripciones de Córdoba y Porcuna. (Мадрид, 1887)

Поэзия
- La cruz de la Plaza Nueva (1839)

Пьесы
- La peña de los enamorados (1839)
- El trato de Argel (1839)
- El niño perdido (1840)
- La hija de Cervantes (1843).
- Alonso Cano o La Torre del Oro (1845)
- Con Manuel Tamayo y Baus, La ricahembra (1854).